# Copa São Paulo de Futebol Júnior de 1983
A Copa São Paulo de Futebol Júnior de 1983, foi a 15ª edição da "copinha". Assim como nas Copas SP de 1981 e 1982, o campeonato aconteceu, curiosamente, no ano anterior, entre 27 de novembro e 18 de Dezembro de 1982 . Nessa edição, o Atlético Mineiro conquistou seu Tricampeonato da Copa São Paulo. Na final, o Galo, venceu o Botafogo de Ribeirão Preto, por 2 a 1.
Nesta Copa São Paulo, tivemos um aumento do número de participantes: de 16 equipes, para 20
E, pela primeira vez, o Estádio Palestra Itália recebeu uma final da Copa São Paulo.

## Regulamento
A Competição será disputada em 4 fases: primeira fase, quartas-de-final, semifinal e final. Participaram da primeira fase um total de 20 clubes, divididos em 4 grupos, portanto de 1 a 4.
Na  primeira fase os clubes jogaram entre si, dentro do grupo em turno único, classificando-se para as quartas-de-final, os dois melhores clubes que obtiveram o maior número de pontos ganhos nos respectivos grupos.
Ao término da primeira fase, em eventual igualdade de pontos ganhos entre dois ou mais clubes, aplicou-se, sucessivamente, os seguintes critérios:
- Confronto direto (somente no empate entre dois clubes)
- Maior saldo de gols
- Maior número de vitórias
- Maior número de gols marcados
- Sorteio

## Equipes participantes
Estas são as 20 equipes que participaram desta edição:
| Estado            | Equipe             |
| ----------------- | ------------------ |
| Bahia             | EC Vitória         |
| Goiás             | Goiânia EC         |
| Minas Gerais      | América FC         |
| Minas Gerais      | C Atlético Mineiro |
| Paraná            | SE Matsubara       |
| Rio de Janeiro    | CR Flamengo        |
| Rio de Janeiro    | CR Vasco da Gama   |
| Rio Grande do Sul | Grêmio FPA         |
| Rio Grande do Sul | SC Internacional   |
| São Paulo         | Botafogo FC        |
| São Paulo         | SC Corinthians P   |
| São Paulo         | Guarani FC         |
| São Paulo         | CA Juventus        |
| São Paulo         | Nacional AC        |
| São Paulo         | SE Palmeiras       |
| São Paulo         | AA Ponte Preta     |
| São Paulo         | A Portuguesa D     |
| São Paulo         | Santos FC          |
| São Paulo         | São Paulo FC       |
| São Paulo         | EC XV de Jaú N     |

## Primeira fase

### Grupo 1 (Barra Funda,São Paulo)
| Time        | Pts | J | V | E | D | GP | GS | SG |
| ----------- | --- | - | - | - | - | -- | -- | -- |
| Botafogo-SP | 6   | 4 | 2 | 2 | 0 | 6  | 4  | +2 |
| Santos      | 6   | 4 | 2 | 2 | 0 | 4  | 2  | +2 |
| Nacional-SP | 5   | 4 | 1 | 3 | 0 | 5  | 3  | +2 |
| Flamengo    | 2   | 4 | 0 | 2 | 2 | 5  | 7  | -2 |
| Matsubara   | 1   | 4 | 0 | 1 | 3 | 2  | 6  | -4 |

| 28 de Novembro de 1982 | Santos | 1 – 1 | Botafogo-SP |  |
|                        |        |       |             |  |

| 28 de Novembro de 1982 | Nacional-SP | 3 – 1 | Matsubara |  |
|                        |             |       |           |  |

| 30 de Novembro de 1982 | Santos | 1 – 0 | Matsubara |  |
|                        |        |       |           |  |

| 30 de Novembro de 1982 | Nacional-SP | 1 – 1 | Flamengo |  |
|                        |             |       |          |  |

| 3 de Dezembro de 1982 | Flamengo | 1 – 1 | Matsubara |  |
|                       |          |       |           |  |

| 3 de Dezembro de 1982 | Nacional-SP | 1 – 1 | Botafogo-SP |  |
|                       |             |       |             |  |

| 6 de Dezembro de 1982 | Botafogo-SP | 3 – 2 | Flamengo |  |
|                       |             |       |          |  |

| 6 de Dezembro de 1982 | Nacional-SP | 0 – 0 | Santos |  |
|                       |             |       |        |  |

| 9 de Dezembro de 1982 | Santos | 2 – 1 | Flamengo |  |
|                       |        |       |          |  |

| 9 de Dezembro de 1982 | Botafogo-SP | 1 – 0 | Matsubara |  |
|                       |             |       |           |  |

### Grupo 2 (Moóca,São Paulo)
| Time             | Pts | J | V | E | D | GP | GS | SG |
| ---------------- | --- | - | - | - | - | -- | -- | -- |
| Grêmio           | 7   | 4 | 3 | 1 | 0 | 6  | 3  | +3 |
| Atlético Mineiro | 6   | 4 | 2 | 2 | 0 | 9  | 3  | +6 |
| Juventus-SP      | 5   | 4 | 2 | 1 | 1 | 5  | 4  | +1 |
| Vitória          | 2   | 4 | 1 | 0 | 3 | 5  | 10 | -5 |
| Guarani          | 0   | 4 | 0 | 0 | 4 | 2  | 7  | -5 |

| 28 de Novembro de 1982 | Guarani | 1 – 2 | Grêmio |  |
|                        |         |       |        |  |

| 28 de Novembro de 1982 | Juventus-SP | 2 – 1 | Vitória |  |
|                        |             |       |         |  |

| 30 de Novembro de 1982 | Grêmio | 3 – 2 | Vitória |  |
|                        |        |       |         |  |

| 30 de Novembro de 1982 | Juventus-SP | 2 – 2 | Atlético Mineiro |  |
|                        |             |       |                  |  |

| 3 de Dezembro de 1982 | Guarani | 1 – 2 | Atlético Mineiro |  |
|                       |         |       |                  |  |

| 3 de Dezembro de 1982 | Juventus-SP | 0 – 1 | Grêmio |  |
|                       |             |       |        |  |

| 6 de Dezembro de 1982 | Atlético Mineiro | 0 – 0 | Grêmio |  |
|                       |                  |       |        |  |

| 6 de Dezembro de 1982 | Guarani | 0 – 2 | Vitória |  |
|                       |         |       |         |  |

| 9 de Dezembro de 1982 | Atlético Mineiro | 5 – 0 | Vitória |  |
|                       |                  |       |         |  |

| 9 de Dezembro de 1982 | Juventus-SP | 1 – 0 | Guarani |  |
|                       |             |       |         |  |

### Grupo 3 (Canindé,São Paulo)
| Time          | Pts | J | V | E | D | GP | GS | SG |
| ------------- | --- | - | - | - | - | -- | -- | -- |
| Ponte Preta   | 6   | 4 | 2 | 2 | 0 | 6  | 3  | +3 |
| Portuguesa    | 5   | 4 | 2 | 1 | 1 | 7  | 6  | +1 |
| Goiânia       | 3   | 4 | 1 | 1 | 2 | 4  | 4  | 0  |
| XV de Jaú     | 3   | 4 | 1 | 1 | 2 | 3  | 6  | -3 |
| Vasco da Gama | 3   | 4 | 0 | 3 | 1 | 2  | 3  | -1 |

| 27 de Novembro de 1982 | Ponte Preta | 2 – 1 | Goiânia |  |
|                        |             |       |         |  |

| 28 de Novembro de 1982 | Portuguesa | 2 – 3 | XV de Jaú |  |
|                        |            |       |           |  |

| 30 de Novembro de 1982 | Ponte Preta | 1 – 1 | Vasco da Gama |  |
|                        |             |       |               |  |

| 30 de Novembro de 1982 | Portuguesa | 2 – 1 | Goiânia |  |
|                        |            |       |         |  |

| 3 de Dezembro de 1982 | XV de Jaú | 0 – 2 | Goiânia |  |
|                       |           |       |         |  |

| 3 de Dezembro de 1982 | Portuguesa | 2 – 1 | Vasco da Gama |  |
|                       |            |       |               |  |

| 6 de Dezembro de 1982 | Ponte Preta | 2 – 0 | XV de Jaú |  |
|                       |             |       |           |  |

| 6 de Dezembro de 1982 | Vasco da Gama | 0 – 0 | Goiânia |  |
|                       |               |       |         |  |

| 9 de Dezembro de 1982 | Portuguesa | 1 – 1 | Ponte Preta |  |
|                       |            |       |             |  |

| 9 de Dezembro de 1982 | XV de Jaú | 0 – 0 | Vasco da Gama |  |
|                       |           |       |               |  |

### Grupo 4 (São Paulo)
| Time            | Pts | J | V | E | D | GP | GS | SG |
| --------------- | --- | - | - | - | - | -- | -- | -- |
| São Paulo       | 7   | 4 | 3 | 1 | 0 | 5  | 2  | +3 |
| Internacional   | 6   | 4 | 2 | 2 | 0 | 5  | 2  | +3 |
| América Mineiro | 3   | 4 | 0 | 3 | 1 | 4  | 5  | -1 |
| Palmeiras       | 2   | 4 | 0 | 2 | 2 | 5  | 7  | -2 |
| Corinthians     | 2   | 4 | 0 | 2 | 2 | 1  | 4  | -3 |

| 27 de Novembro de 1982 | Palmeiras | 0 – 0 | Corinthians |  |
|                        |           |       |             |  |

| 28 de Novembro de 1982 | Internacional | 1 – 1 | América Mineiro |  |
|                        |               |       |                 |  |

| 30 de Novembro de 1982 | Corinthians | 0 – 0 | América Mineiro |  |
|                        |             |       |                 |  |

| 30 de Novembro de 1982 | São Paulo | 3 – 2 | Palmeiras |  |
|                        |           |       |           |  |

| 3 de Dezembro de 1982 | Corinthians | 1 – 3 | Internacional |  |
|                       |             |       |               |  |

| 3 de Dezembro de 1982 | São Paulo | 1 – 0 | América Mineiro |  |
|                       |           |       |                 |  |

| 6 de Dezembro de 1982 | Palmeiras | 0 – 1 | Internacional |  |
|                       |           |       |               |  |

| 6 de Dezembro de 1982 | São Paulo | 1 – 0 | Corinthians |  |
|                       |           |       |             |  |

| 9 de Dezembro de 1982 | São Paulo | 0 – 0 | Internacional |  |
|                       |           |       |               |  |

| 9 de Dezembro de 1982 | Palmeiras | 3 – 3 | América Mineiro |  |
|                       |           |       |                 |  |

## Fase Final

### Tabela
|  | Quartas de final | Quartas de final |                    |        | Semifinais     | Semifinais     |  |  | Final | Final |
|  |                  |                  |                    |        |                |                |  |  |       |       |
|  |                  |                  |                    |        |                |                |  |  |       |       |
|  |                  |                  |                    |        |                |                |  |  |       |       |
|  | Grêmio           | 1                |                    |        |                |                |  |  |       |       |
|  | Grêmio           | 1                |                    |        |                |                |  |  |       |       |
|  | São Paulo        | 0                |                    |        |                |                |  |  |       |       |
|  | São Paulo        | 0                | Grêmio             | 0      |                |                |  |  |       |       |
|  |                  |                  | Grêmio             | 0      |                |                |  |  |       |       |
|  |                  | Atlético Mineiro | 2                  |        |                |                |  |  |       |       |
|  | Atlético Mineiro | Atlético Mineiro | 2                  | 3      |                |                |  |  |       |       |
|  | Atlético Mineiro |                  |                    | 3      |                |                |  |  |       |       |
|  | Internacional    | 1                |                    |        |                |                |  |  |       |       |
|  | Internacional    | 1                | Atlético Mineiro   | 2      |                |                |  |  |       |       |
|  |                  |                  | Atlético Mineiro   | 2      |                |                |  |  |       |       |
|  |                  | Botafogo-SP      | 1                  |        |                |                |  |  |       |       |
|  | Botafogo-SP      | Botafogo-SP      | 1                  | 2      |                |                |  |  |       |       |
|  | Botafogo-SP      |                  |                    | 2      |                |                |  |  |       |       |
|  | Ponte Preta      | 1                |                    |        |                |                |  |  |       |       |
|  | Ponte Preta      | 1                | Botafogo-SP (pen.) | 2 (4)  | Terceiro Lugar | Terceiro Lugar |  |  |       |       |
|  |                  |                  | Botafogo-SP (pen.) | 2 (4)  | Terceiro Lugar | Terceiro Lugar |  |  |       |       |
|  |                  | Santos           | 2 (3)              |        |                |                |  |  |       |       |
|  | Santos           | Santos           | 2 (3)              | 4      | Grêmio (pen.)  | 1 (5)          |  |  |       |       |
|  | Santos           |                  |                    | 4      | Grêmio (pen.)  | 1 (5)          |  |  |       |       |
|  | Portuguesa       | 2                |                    | Santos | 1 (3)          |                |  |  |       |       |
|  | Portuguesa       | 2                |                    |        | 1 (3)          |                |  |  |       |       |
|  |                  |                  |                    |        |                |                |  |  |       |       |
|  |                  |                  |                    |        |                |                |  |  |       |       |

### Quartas-de-final
| 11 de Dezembro de 1982 | Santos | 4 – 2 | Portuguesa |  |
|                        |        |       |            |  |

| 11 de Dezembro de 1982 | Botafogo-SP | 2 – 1 | Ponte Preta |  |
|                        |             |       |             |  |

| 11 de Dezembro de 1982 | Atlético Mineiro | 3 – 1 | Internacional |  |
|                        |                  |       |               |  |

| 12 de Dezembro de 1982 | Grêmio | 1 – 0 | São Paulo |  |
|                        |        |       |           |  |

### Semi-final
| 15 de Dezembro de 1982 | Botafogo-SP                    | 2 – 2 | Santos                        | Estádio do Pacaembu, São Paulo |
|                        | Toninho 15' · Paulo Egídio 44' | [a]   | Paulo Leme 23' · Silvinho 55' | Árbitro: Luís Carlos Antunes   |

|  |       | Penalidades |
|  | 7 – 6 |             |

- a. ^  Jogo terminou 2 a 2 no tempo normal e 0 a 0 na prorrogação.

| 15 de Dezembro de 1982 | Grêmio | 0 – 2 | Atlético Mineiro |  |
|                        |        |       |                  |  |

### Disputa do 3° lugar
| 18 de Dezembro de 1982 | Grêmio | 1 – 1 | Santos |  |
|                        |        |       |        |  |

|  |       | Penalidades |
|  | 5 – 3 |             |

### Final
| 18 de Dezembro de 1982 | Atlético Mineiro           | 2 – 1 | Botafogo-SP   | Estádio do Pacaembu, São Paulo               |
|                        | Vandinho 15' · Eugênio 37' |       | Zé Carlos 28' | Público: 3 000 Árbitro: Arnaldo Cezar Coelho |

- Atlético Mineiro: Martinelli; Nena, Vebinho, Eduardo e Rogério; Toninho, Vandinho e Eugênio; Sérgio Araújo (Carlinhos), Marcos Vinicius e Edivaldo. Técnico: Zé Maria
- Botafogo-SP: Ivan; Zé Carlos, Arnaldo, Carlão e Ademir; Álvaro, Roberto e Raí; Toninho Cajuru, Lela e Paulo Egídio. Técnico: Euripedes Pestana

## Premiação
| Copa São Paulo de Futebol Júnior de 1983 |
| Minas Gerais                             |
| ---------------------------------------- |
| ATLÉTICO MINEIRO Campeão (3º título)     |